# Зеленчуцькі ГЕС
Зеленчуцькі ГЕС — комплекс діючих, споруджуваних і проектованих ГЕС на річці Кубань та її притоках. Входять до Кубанського каскаду ГЕС. Має в своєму складі наступні ГЕС: 
- Зеленчуцьку ГЕС,
- Зеленчуцьку ГАЕС
- Верхньо-Красногорську ГЕС
- Нижньо-Красногорську ГЕС

Розташовані в Карачаєво-Черкесії, між Карачаєвськом і Усть-Джегута.
Всі ГЕС каскаду спроектовані інститутом «Мособлгідропроект».
Зеленчуцькі ГЕС входять до складу Карачаєво-Черкеської філії ВАТ «РусГідро».

## Ресурси Інтернету
- Офіційний сайт Карачаєво-Черкеської філії ВАТ «РусГідро» [Архівовано 3 квітня 2013 у Wayback Machine.](рос.)
- Офіційний сайт ОАО «Мособлгідропроект» [Архівовано 24 листопада 2009 у Wayback Machine.](рос.)